# 斯維坦科韋
50°42′0″N 32°2′32″E / 50.70000°N 32.04222°E
斯維坦科韋（烏克蘭語：Світанкове），是烏克蘭的村落，位於該國北部切爾尼戈夫州，由普里盧基區負責管轄，始建於1929年，面積1.76平方公里，海拔高度128米，2001年人口311，人口密度每平方公里176.4人。